# デヴィッド・ゲッタ
ピエール・ダヴィッド・ゲッタ（Pierre David Guetta、フランス語発音: [pjɛʁ david geta]、1967年11月7日 - ）は、フランス・パリ出身の音楽プロデューサー、トラックメイカー、作曲家、編曲、作詞家の音楽アーティスト兼DJ。デヴィッド・ゲッタは日本での英語風表記であり（英語読みはデイヴィッド）、フランス人としての名前ではダヴィド。

## 人物
EDMの先駆者の一人として知られている。
パリで育ち、父親のピエールはモロッコ系ユダヤ人の社会学者。母親のモニークはベルギー系である。ゲッタは父親を通じて、著名なフランスのジャーナリストであるベルナール・ゲッタおよびフランス・イタリア系の女優ナタリー・ゲッタの異母弟である。

## 来歴
彼が13歳の時、フリーラジオで流れていたダンス放送「Los DJ´s」にインスピレーションを受けて、最初の自作ミックスを作成。17歳の時にディスコ「Board」の専属DJとして契約。　
1990年にディスコ「Cabaret」が「Club Folies Pigalle」としてリニューアルした際に専属のDJになったが、当時のパリにはClub Folies PigalleとBoyの２つしかハウス・ミュージックを提供しておらず、彼は多くのディスコにハウスミュージックを教えてきた。その前は「Radio Nova」や様々なパリのクラブ（Le Palace・Les Bains・Le Centrale・Le Rexなど）の顔として活躍。　
1992年にディスコ「Queen」のアーティスティック・ディレクターとなり、2年務めた間に国際的に活躍するDJたち（"Little Louie" Vega, Roger Sanchez, David Morales, Erick Morillo, DJ Pierre等 ）を招待した。
その後1994年には「バタクラン」に移籍。毎週木・金・土曜は2500人以上のファンがクラブに詰め掛けていた。
1995年に「Le Palace」のディレクターに、1997年には「Les Bains Douches」（レ・バン・ ドゥーシュ）で最初のパーティ「Scream」を手がけた。
2001年に自身の「Love, Don't Let Me Go」ツアーを開始。
2002年には50以上のクラブでミキシングするほど人気が出、同年発表したアルバムはフランス国内で最も電波放送された。
2003年にはゴールド・ディスクを受賞。フランス国外でも活躍の場を得る。
アルバム「One Love」では、彼の友人たち（ケリー・ローランド、クリス・ウィリス（Chris Willis）、ファーギー、LMFAO、エイコン、キッド・カディ、ニーヨ）らをフィーチャー。アメリカでトップ5入りし、イギリスではアルバム中の3曲が1位を獲得。
同年発表された第三者機関であるDJ Magazine誌には、その年一番のアルバムセールスを記録したとあり、その数720万枚とDJとしては最高。DJ MagazineによるDJ Mag Top 100において2009年に3位となった。
現在は、ハウス・ミュージックに限らずポップ・ミュージックやヒップホップも手がけ、リアーナやカイリー・ミノーグ、マドンナらと共演している。

## ディスコグラフィ
- 1990年にファーストシングル「Nation Rap」を発表。
- 1994年にセカンドシングル「Up & Away」をRobert Owensの曲で発表。
- 2001年にVirginと契約、シングル「Love Don't Let Me Go」を発表。
- 2002年に初のスタジオアルバム「Just a Little More Love」を発表。
- その後、2枚目のアルバム「Guetta Blaster」を2004年に、3枚目のアルバム「Pop Life」を2007年に発表。
- 2009年に、4枚目のアルバム「One Love」を発表。ケリー・ローランド、ファーギー、LMFAO、エイコン、ニーヨ、リアーナらと共演。
- 2011年に、「Nothing But the Beat」が5枚目のアルバムとして発売され、フロー・ライダー、ニッキー・ミナージュ、タイオ・クルーズ、リュダクリス、スヌープ・ドッグ、アッシャー、クリス・ブラウン、リル・ウェイン、ジェニファー・ハドソンらと共演した。
- 2011年3月25日にリリースされた東日本大震災チャリティ・アルバム「Songs for Japan」に「When Love Takes Over (feat. Kelly Rowland)」で参加した。
- 2015年6月10日にリリースされた安室奈美恵の「_genic」にて、コラボレーション楽曲「What I Did For Love」を収録。
- 2016年にUEFA EURO 2016の公式ソングとして「This One’s For You」を発表した[13]。
- 2025年4月5日にデジタル配信リリースされた、「恋のマイアヒ」をサンプリングした「アイ・ドント・ワナ・ウェイト」にてワンリパブリックと共演した[14][15]。

### アルバム
- Just a Little More Love (2002年6月10日, Virgin)
- Guetta Blaster (2004年9月13日, Virgin)
- Pop Life (2007年6月18日)
- One Love (2009年8月21日) (日本では 「One More Love」名義で発売された。)
- 『ナッシング・バット・ザ・ビート』 - Nothing But the Beat (2011年8月30日, Virgin)
- Listen (2014年11月21日)
- 7 (2018年9月14日)

## ツアー
2010年10月には南米チリでCreamfieldsコンサートでパフォーマンスをしている。

## メディア出演

### テレビ出演
初のテレビ出演は、1991年1月8日フランス3チャンネルの「La Classe」。

### 映画出演
2010年8月にクランクアップした映画「ステップ・アップ3」 にDJ役として出演し、フロー・ライダーをフィーチャーしたオフィシャル・ミュージック・ヴィデオ「Club Can't Handle Me - Flo Rida ft. David Guetta - Step Up 3D」が発表された。　

### ゲーム出演
2022年2月にRobloxでデヴィッド・ゲッタのDJパーティが登場。日本時間 2月5日午前9時に開催予定。
また、限定のアクセサリーが5個発売された。